# Lovefilm
LoveFilm (officiellement écrit LOVEFiLM) est un site, basé au Royaume-Uni, de location de jeux vidéo et de vidéos par le biais de streaming et par voie postale au Royaume-Uni, en Allemagne et en Scandinavie. Le site est actuellement affilié à Amazon.com.
En janvier 2011, LoveFilm déclare posséder 1 500 000 inscrits, plus de 67 000 titres ainsi que quatre millions de locations mensuelles dans cinq pays. Depuis ses nombreuses acquisitions, LoveFilm est devenu, depuis quelques années, le leader des marchés de location à travers le Royaume-Uni et l'Europe.
La compagnie a précédemment offert un service de téléchargement en parallèle des locations de supports physiques, mais ce service a cessé le 23 février 2009. 
Le 31 octobre 2017, le service Lovefilm By Post, qui permettait de louer des DVD et Blu-Ray, a été arrêté à cause de demandes décroissantes.

## Historique
LoveFilm s'est fondé à la suite d'une dizaine d'acquisitions à travers un bon nombre de compagnies de locations de DVD - les trois principales étant Online Rentals Limited (la compagnie originelle), ScreenSelect et Video Island.
En mai 2002, Paul Gardner et Graham Bosher lancent Online Rentals Limited (à l'époque nommé DVDsOnTap), opérant hors d'Harlow, Essex, en Angleterre,. En septembre 2003, William Reeve et Alex Chesterman lancent ScreenSelect, opérant hors d'Acton à l'ouest de Londres. Et, durant le même mois, Saul Klein lance Video Island, opérant hors de King's Cross dans le centre-ville. En octobre 2003, Online Rentals Ltd est racheté par Arts Alliance Ventures, une firme familiale privée. En décembre 2003, DVDsOnTap est renommé LoveFilm.
En novembre 2010, LOVEFiLM est proposé dans les services de la PlayStation 3 pour les membres abonnés. Le 20 janvier 2011, il est annoncé qu'Amazon prendrait l'entier contrôle de la société. Le 10 juin 2011, Disney et le site de vidéo en ligne Lovefilm signent un contrat de distribution pour l'Allemagne.
Le 26 février 2014, Lovefilm Instant Video fusionne avec Amazon Instant Video.
Le 31 octobre 2017, le service Lovefilm By Post a été arrêté. Cela marque la fin de la marque Lovefilm.